# Fritz Kindel
Karl Friedrich (Fritz) Kindel (* 27. Februar 1874 in Aulendorf; † 13. September 1928 in Laupheim) war ein württembergischer Oberamtmann.

## Leben
Kindel, Sohn eines Bahnmeisters und katholischer Konfession, studierte in Tübingen Rechtswissenschaft. Er legte 1896 die erste und 1897 die zweite höhere Dienstprüfung ab. 
Danach trat er 1898 in die württembergische Innenverwaltung ein. Er leitete als Oberamtmann das Oberamt Laupheim von 1918 bis 1928. 1928 erhielt er den Titel Landrat.